# Pusey
 Pusey  es una población y comuna francesa, situada en la región de Franco Condado, departamento de Alto Saona, en el distrito de Vesoul y cantón de Vesoul-Ouest.

## Demografía
| 639 | 678 | 765 | 731 | 951 | 794 | 767 | 717 | 605 | 584 | 583 | 573 | 575 | 522 | 516 | 489 | 507 | 470 | 449 | 439 | 370 | 339 | 344 | 359 | 368 | 373 | 376 | 364 | 519 | 826 | 912 | 1 106 | 1415 |
| Para los censos de 1962 a 1999 la población legal corresponde a la población sin duplicidades (Fuente: INSEE [Consultar]) |     |     |     |     |     |     |     |     |     |     |     |     |     |     |     |     |     |     |     |     |     |     |     |     |     |     |     |     |     |     |       |      |